# Haabersti

Haabersti est un quartier du district de  Haabersti à Tallinn en Estonie.

## Description
En 2019,  Haabersti compte 873 habitants.
Sa superficie est de 0,97 km2.
Les rues du quartier sont Kaeravälja tänav, Mõisapõllu tänav, Lillevälja tänav, Kärneri tänav, Haabersti tänav, Mäekõrtsi tänav, Paldiski maantee, Rannamõisa tee, Lõuka tänav et Vabaõhumuuseumi tee.

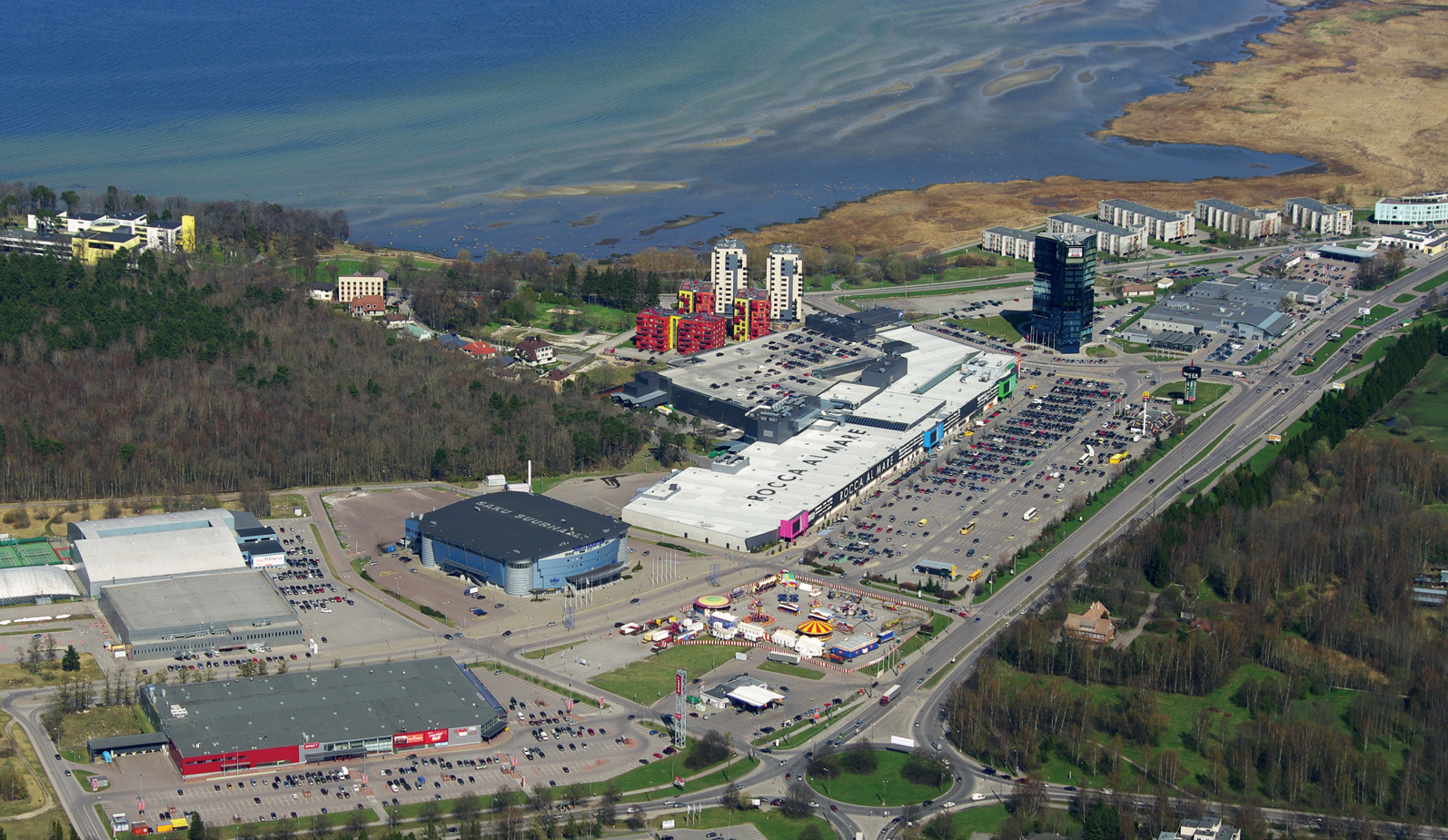
Vue aerienne d'Haabersti.

## Population
| 2008 | 2010 | 2011 | 2012 | 2013 | 2014 | 2015 |
| ---- | ---- | ---- | ---- | ---- | ---- | ---- |
| 486  | 570  | 600  | 656  | 665  | 707  | 714  |

| 2016 | 2017 | 2018 | 2019 | 2020 | 2021 | 2022 |
| ---- | ---- | ---- | ---- | ---- | ---- | ---- |
| 781  | 822  | 840  | 873  | 914  | 928  | 966  |

## Lieux et monuments
- Paldiski mnt 100A - Bureau d'Audi ;
- Paldiski mnt 102 - Centre commercial Rocca al Mare ;
- Paldiski mnt 104B - Saku Suurhall ;
- Kaeravälja tn 3 - Magasin Bauhaus ;
- Haabersti tn 1 - Supermarché Rimi ;
- Haabersti tn 5 - Club sportif MyFitness Rocca al Mare ;
- Lõuka tn 6 – Centre de loisirs Teras Beach.

## Transports
Les lignes de bus n°4, 21, 21A, 21B, 41 et 41B circulent dans le quartier.

## Galerie

Paldiski mnt à Haabersti.
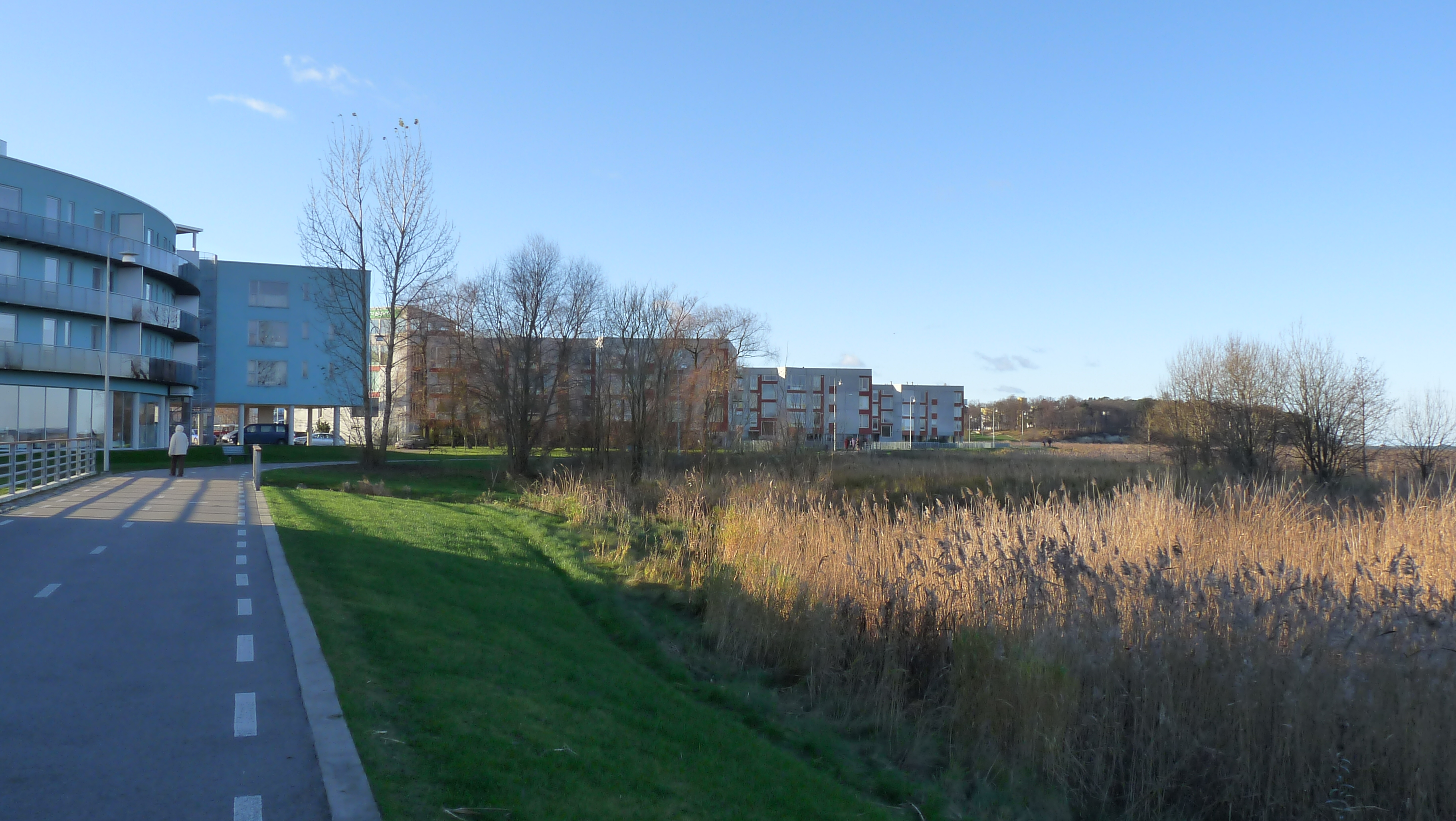
Bâtiments résidentiels en bord de mer
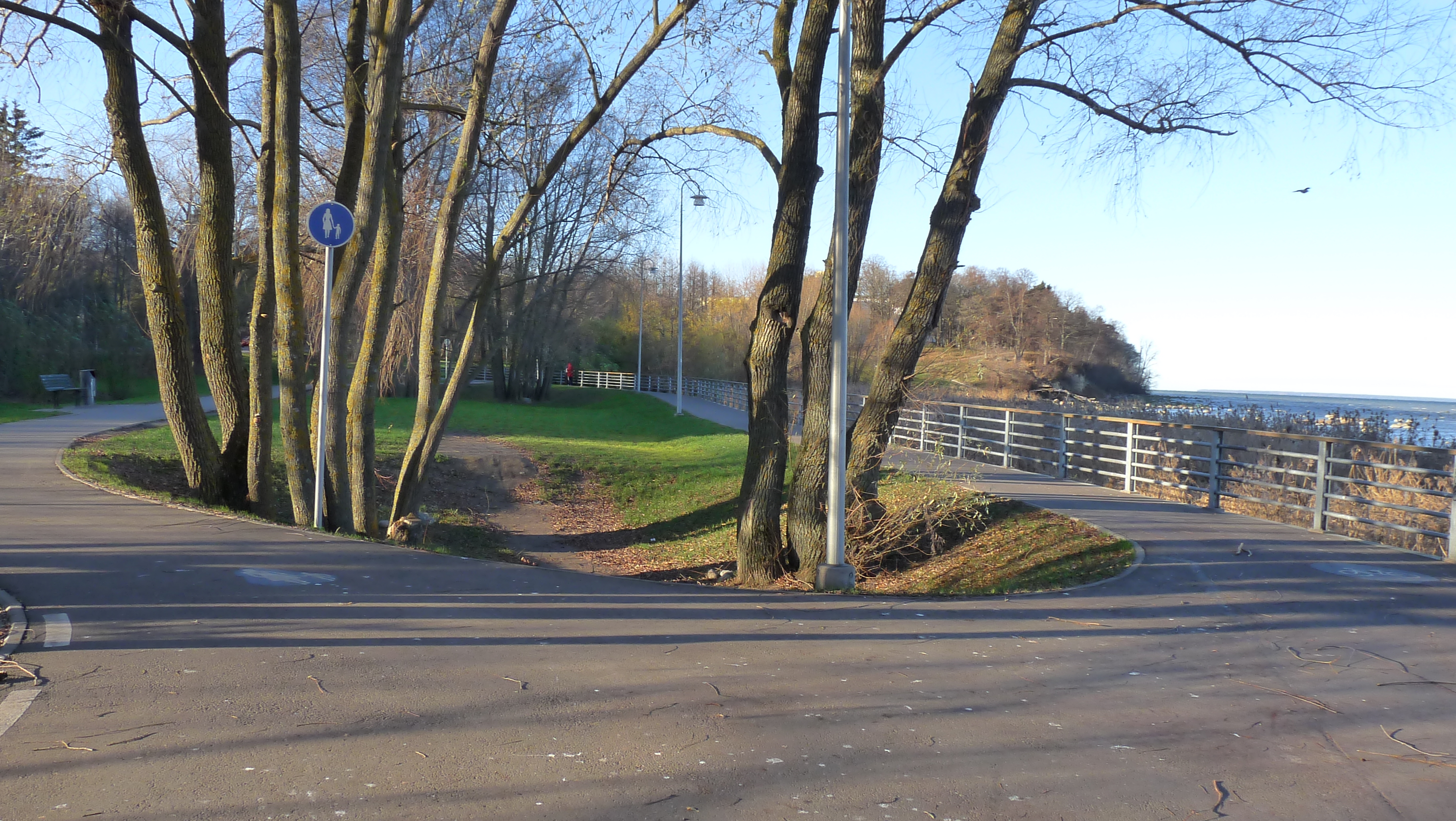

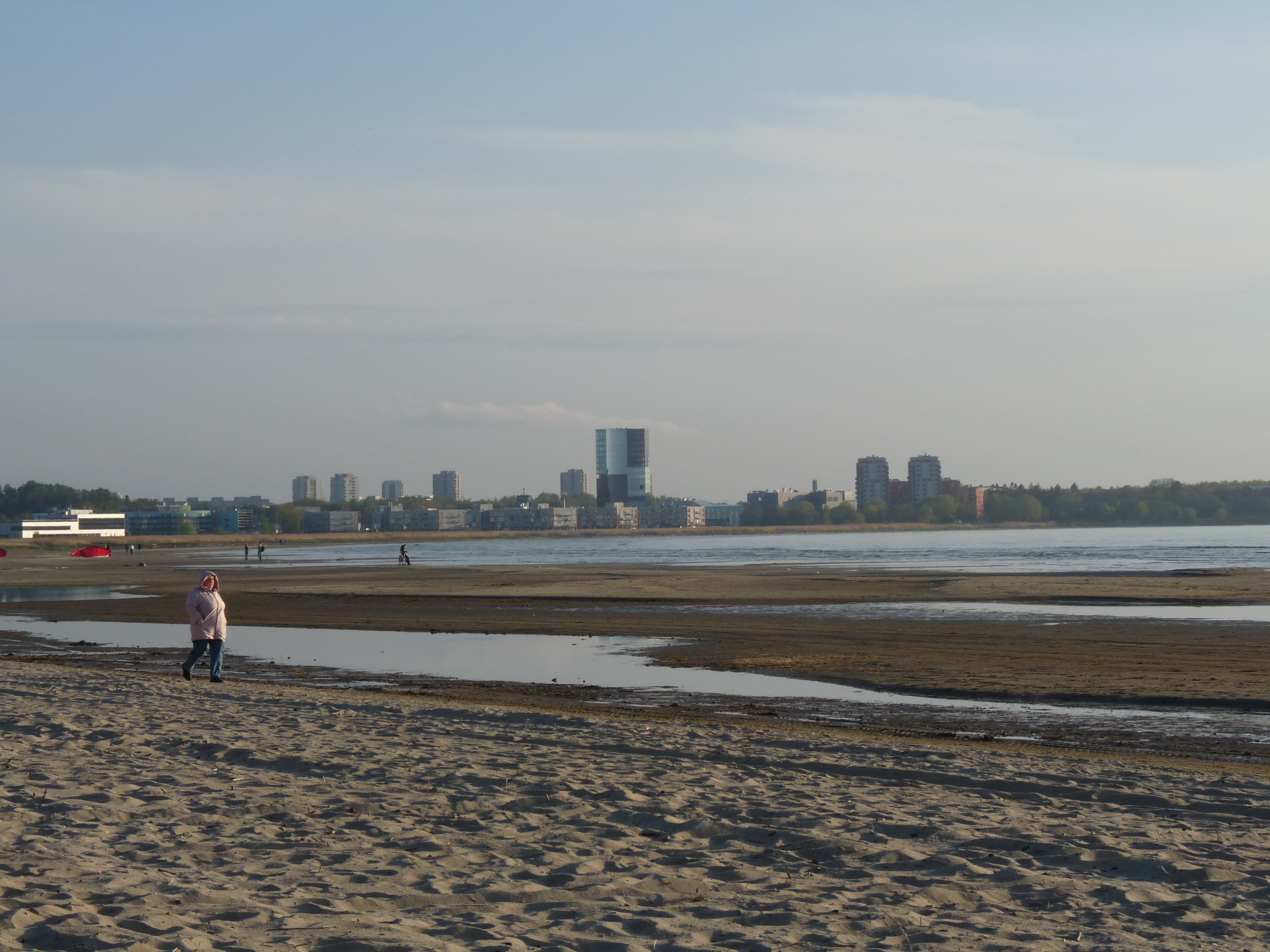
Haabersti vue de la plage de Stroomi.
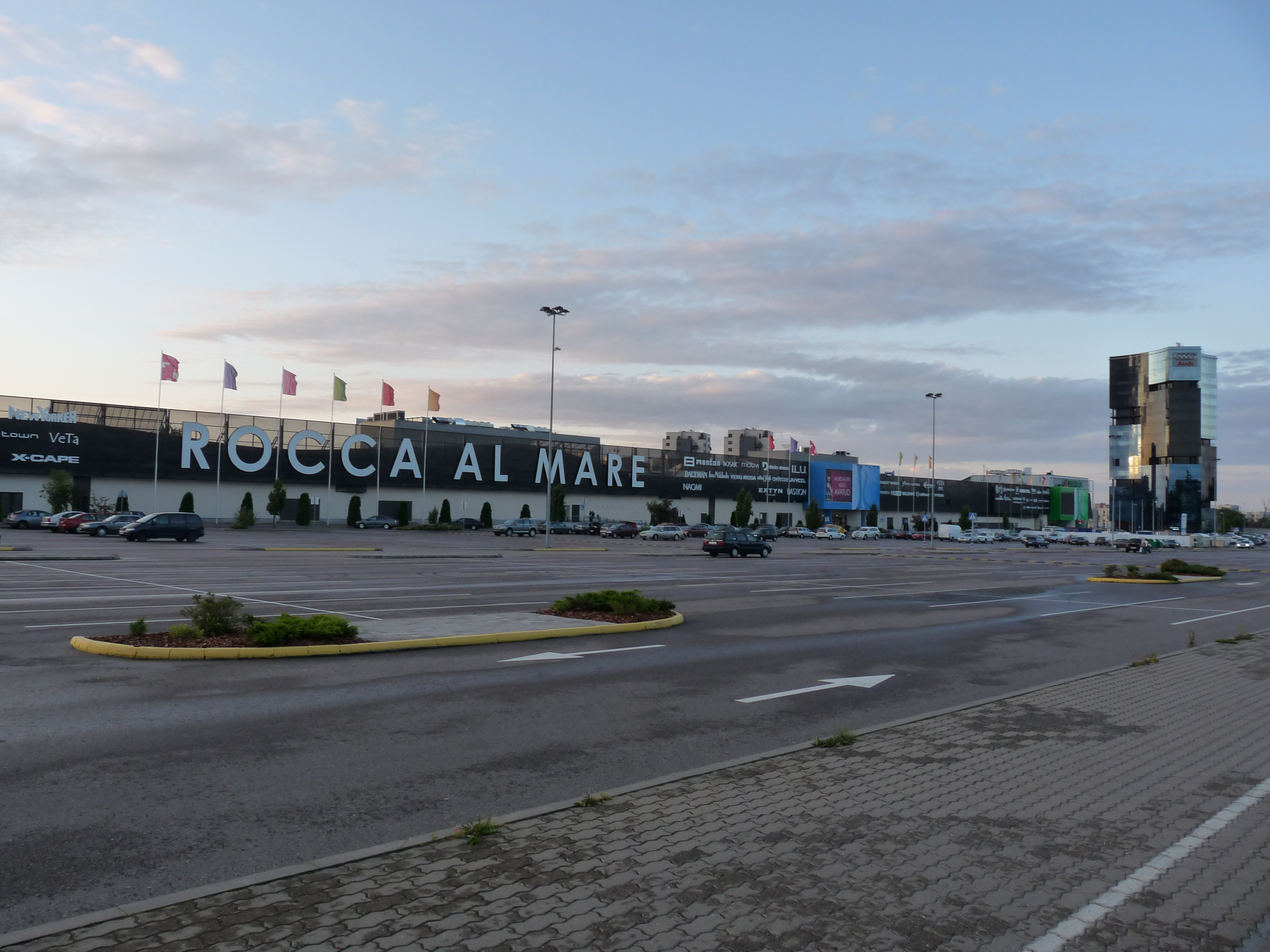
Centre commercial de Rocca al Mare
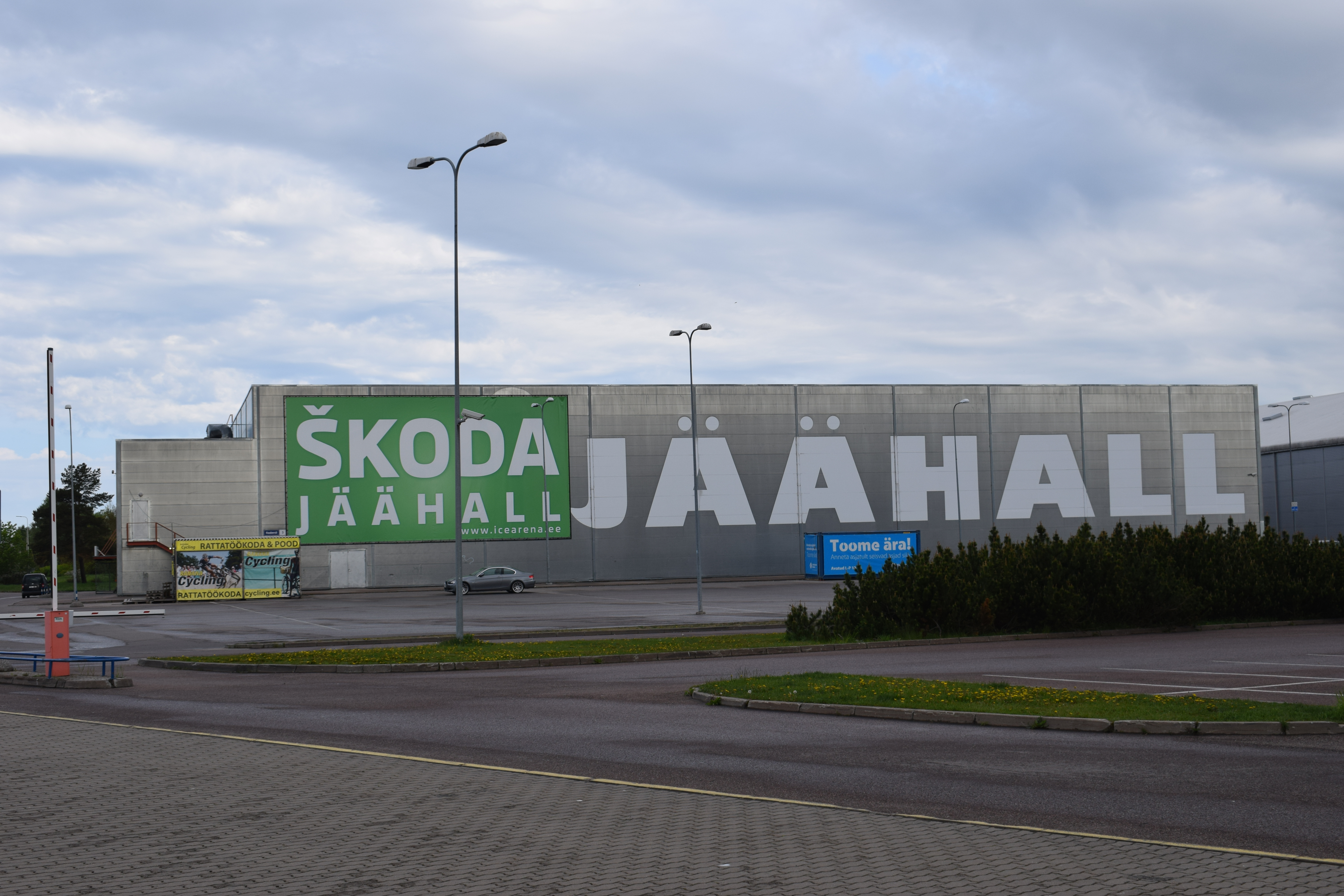
Patinoire d'Haabersti.